# Sedum brissemoreti
Sedum brissemoreti — вид рослин з родини Товстолисті (Crassulaceae), ендемік Мадейри.

## Опис
Розлогий субчагарник до 12 см заввишки. Листки світло-зелені, 6 × 1.5 мм. Квіти 5-пелюсткові, приблизно 1 см упоперек, блідо-жовтого кольору, ростуть окремо або у парах, з'являються пізнього літа.

## Поширення
Ендемік Мадейри (о. Мадейра).
Він росте на низькій висоті на північному узбережжі від майже рівня моря до 100 м над рівнем моря, але іноді може траплятись на рівні 500 м над рівнем моря.

## Загрози та охорона
Описані основні загрози: урбанізація, транспортна інфраструктура, ерозія та зсуви, конкуренція з екзотичними видами.
Sedum brissemoretii наведено в Додатку II Директиви про середовища існування.